# Dracogarelus cryptocephalus
Dracogarelus cryptocephalus is een rondwormensoort. De wetenschappelijke naam van de soort is voor het eerst geldig gepubliceerd in 1978 door Allen & Noffsinger.